# Hydroperla fugitans
Hydroperla fugitans är en bäcksländeart som först beskrevs av James George Needham och Peter Walter Claassen 1925.  Hydroperla fugitans ingår i släktet Hydroperla och familjen rovbäcksländor. Inga underarter finns listade i Catalogue of Life.

## Bildgalleri

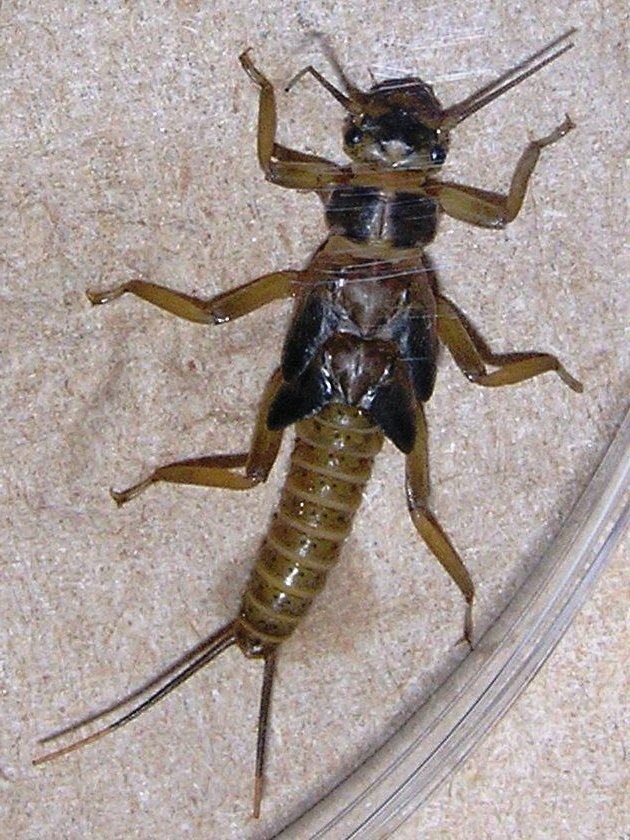